# Haldensleben
Haldensleben este un oraș din landul Saxonia-Anhalt, Germania. Este reședința districtului rural Börde.
1. ↑   https://www.haldensleben.de/Wirtschaft/Bernhard-Hieber-tritt-B%C3%83%C5%92rgermeisteramt-an.php?ModID=7&FID=3119.19920.1&object=tx%2C3119.5.1&La=1&NavID=2048.8 Lipsește sau este vid: |title= (ajutor)
2. ↑  Alle politisch selbständigen Gemeinden mit ausgewählten Merkmalen am 31.12.2018 (4. Quartal) (în germană), Statistisches Bundesamt[*], arhivat din original la 10 martie 2019, accesat în 10 martie 2019